# Tomaso de Vergottini
Tomaso de Vergottini (Parenzo, 30 dicembre 1933 – Montevideo, maggio 2008) è stato un diplomatico italiano.

## Biografia
Nato il 30 dicembre del 1933 a Parenzo, nell'allora Istria italiana, figlio del podestà Antonio, lasciò Parenzo nell'ottobre 1943 con la madre Paola e il fratello Pier Paolo in seguito all'uccisione del padre durante il periodo delle foibe. 
Concluse gli studi prima a Udine e poi a Roma, sotto la tutela di suo zio Mario, laureandosi in giurisprudenza nel 1957 e cominciando la carriera diplomatica nel 1962. Lavorò nei consolati di Innsbruck (1964), Norimberga (1966), Tel Aviv (1968) e dal 30 dicembre del 1973 resse l'ambasciata di Santiago del Cile. Resse anche le sedi di Santiago del Cile (1973-1983), Montevideo (1984-1988), e Santo Domingo (1992-1996). Giunto in Cile dopo il golpe di Augusto Pinochet, insieme al funzionario della Farnesina Emilio Barbarani, continuò l'opera di salvataggio dei rifugiati in ambasciata avviata dal suo predecessore, l'Incaricato d'Affari a.i. Piero De Masi, che aveva lasciato Santiago il 26 gennaio 1974. De Vergottini rimase in Cile fino al 21 febbraio del 1984.
In seguito divenne ambasciatore a Montevideo in Uruguay e rimase nello stato sudamericano fino al 1988 per passare a Santo Domingo nella Repubblica Dominicana, dove concluse la carriera diplomatica. Tornò a Montevideo dove visse fino alla sua scomparsa nel 2008. Dopo la caduta di Pinochet è stato nominato nel 1990 Gran Croce dell'Ordine di Bernardo O'Higgins, la più alta onorificenza cilena; venne anche nominato Grande Ufficiale dell'Ordine al merito della Repubblica italiana e venne decorato con l'onorificenza dominicana dell'Ordine al merito di Duarte, Sanchez e Mella. Nel 1991 pubblicò in Cile il libro autobiografico sui primi anni da ambasciatore in Cile sotto Pinochet; il libro è stato tradotto in italiano nel 2000. Tomaso si dedicò agli studi di politica internazionale collaborando a riviste specializzate, trattando della politica italiana nell’Est Europa e dei paesi dell’America Latina. Particolarmente intensa la sua collaborazione al periodico La discussione, dove scrisse sotto pseudonimo di Giorgio Horvat.

## Opere
- De Vergottini, Tomaso. Miguel Claro 1359. Recuerdos de un diplomatico italiano en Chile 1973-1975, Editorial Atena, Santiago, 1991, pp. 319.
- De Vergottini, Tomaso. Cile: diario di un diplomatico (1973-1975), Koinè/Nuove Edizioni, Roma, 2000, pp. 255.